# Halichoeres cyanocephalus
 Halichoeres cyanocephalus és una espècie de peix de la família dels làbrids i de l'ordre dels perciformes.

## Morfologia
Els mascles poden assolir els 30 cm de longitud total.

## Distribució geogràfica
Es troba des de Florida (Estats Units) i les Antilles fins al Brasil.